# Ciklobutén
A ciklobutén a cikloalkének közé tartozó szerves vegyület, képlete C4H6. A vegyiparban kémiai szintézisekhez, illetve monomerként használják egyes polimerek előállításához.

## Fordítás
- Ez a szócikk részben vagy egészben a Cyclobutene című angol Wikipédia-szócikk ezen változatának fordításán alapul.  Az eredeti cikk szerkesztőit annak laptörténete sorolja fel. Ez a jelzés csupán a megfogalmazás eredetét és a szerzői jogokat jelzi, nem szolgál a cikkben szereplő információk forrásmegjelöléseként.

## Külső hivatkozások
- Ciklobutén előállítása (angolul)